# Быстровка (Красноярский край)
Быстровка — деревня в Абанском районе Красноярского края России. Входит в состав Покровского сельсовета.

## История
Деревня Быстровка была основана в 1918 году. По данным 1926 года в деревне имелось 58 хозяйств и проживало 273 человека (в основном — русские). Функционировала школа. Административно Быстровка входила в состав Покровского сельсовета Абанского района Канского округа Сибирского края.

## География
Деревня находится в западной части района, к югу от реки Абан, на расстоянии приблизительно 38 километров (по прямой) к северо-западу от посёлка Абан, административного центра района. Абсолютная высота — 221 метр над уровнем моря.

## Население
| 1926 | 1989 | 2002 | 2010 |
| ---- | ---- | ---- | ---- |
| 273  | ↘69  | ↗77  | ↘55  |

Гендерный состав
По данным Всероссийской переписи населения 2010 года 31 мужчина и 24 женщины из 55 чел.
Национальный состав
Согласно результатам переписи 2002 года, в национальной структуре населения русские составляли 91 % из 77 чел.

## Улицы
Уличная сеть деревни состоит из двух улиц (ул. Центральная и ул. Школьная).

## Инфраструктура
В деревне функционирует библиотека.